# هنرهای رزمی ترکیبی
هنرهای رزمی ترکیبی (به انگلیسی: Mixed Martial Arts) یا به اختصار MMA، یکی از پویاترین و پرطرفدارترین ورزش‌های رزمی در جهان معاصر است که در آن فنون مختلف از سبک‌های گوناگون رزمی با هم ترکیب می‌شوند تا مبارزان بتوانند در شرایط مختلف به رقابت بپردازند. این ورزش که ریشه در سنت‌های کهن رزمی دارد، امروزه به عنوان یک رشته ورزشی منسجم و نظام‌مند شناخته می‌شود، که هم قدرت بدنی و هم ذهنی مبارزان را به چالش می‌کشد.  

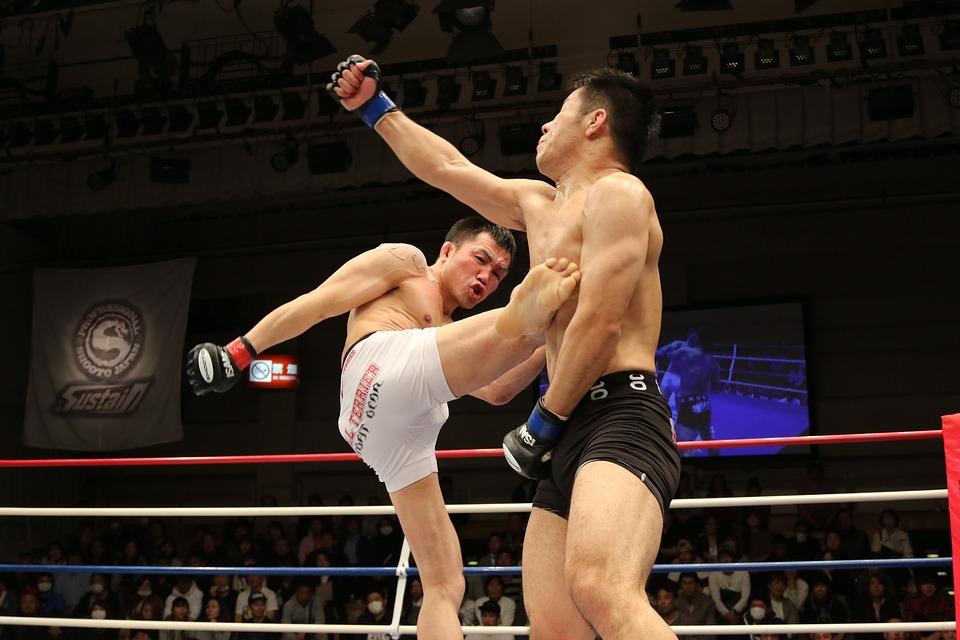

تاریخچه اِم‌اِم‌اِی به روش‌های آموزشی جنگجویان در فرهنگ‌های مختلف بازمی‌گردد، اما شکل جدید آن در دهه‌های اخیر و با ظهور سازمان‌هایی مانند «قهرمانی نهایی مبارزه» به شهرت جهانی دست یافته است. در این مسیر، اِم‌اِم‌اِی از ترکیب هنرهای رزمی مختلفی مانند بوکس، جوجیتسو برزیلی، کشتی، موای تای، جودو و کاراته به وجود آمده، و هر یک از این سبک‌ها سهمی در غِنای فنی آن داشته‌اند.

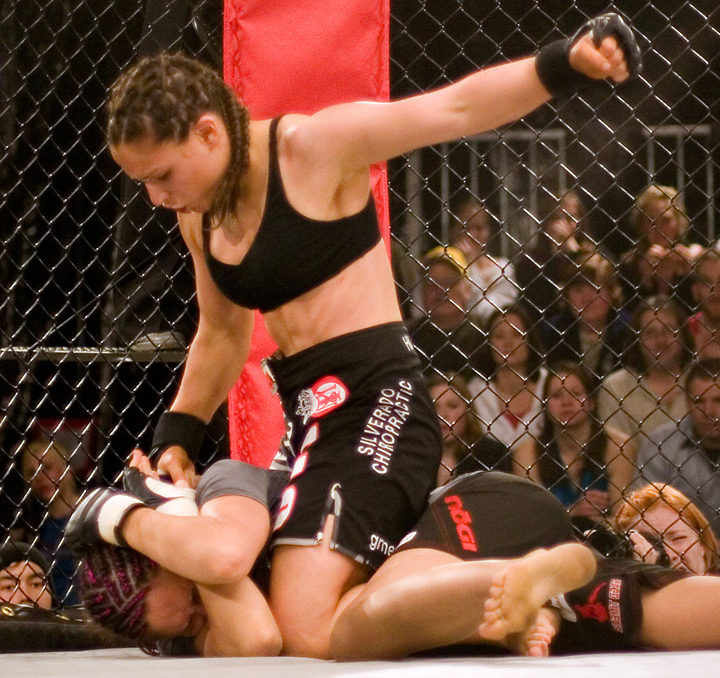

یکی از ویژگی‌های منحصر به فرد اِم‌اِم‌اِی، انعطاف‌پذیری آن است که به مبارزان اجازه می‌دهد در هر فاصله‌ای از مبارزه — اعم از ایستاده یا روی زمین — به رقابت بپردازند. این امر نه تنها به مهارت‌های گسترده‌ای نیاز دارد، بلکه مستلزم درک عمیق از راه‌بُردها و فنون مبارزه است. به همین دلیل، مبارزان موفق اِم‌اِم‌اِی معمولاً در چندین رشته رزمی تبحر دارند، و می‌توانند در لحظه بهترین تصمیمات را بگیرند.  

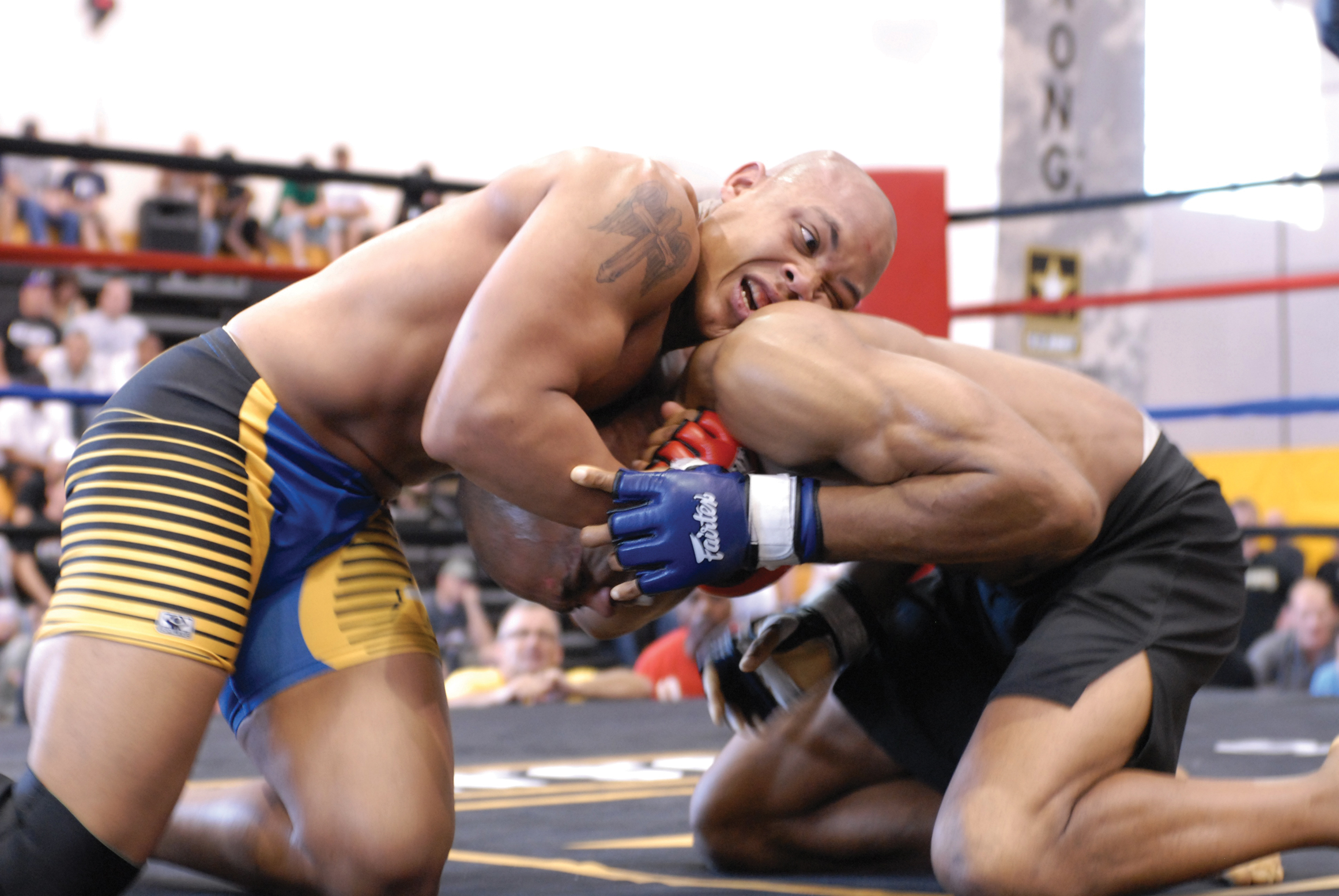

فراتر از جنبه‌های فنی و رقابتی، اِم‌اِم‌اِی به یک پدیده فرهنگی تبدیل شده که میلیون‌ها طرفدار در سراسر جهان دارد. این ورزش علاوه بر نمایش توانایی‌های بدنی خارق‌العاده، بر ارزش‌هایی مانند انضباط، احترام و پشتکار نیز تأکید می‌کند. بسیاری از مبارزان با داستان‌های الهام‌بخش خود به نمادهای تلاش و پشتکار تبدیل شده‌اند و این ورزش را به ابزاری برای انتقال مفاهیم انگیزشی بدل کرده‌اند.  

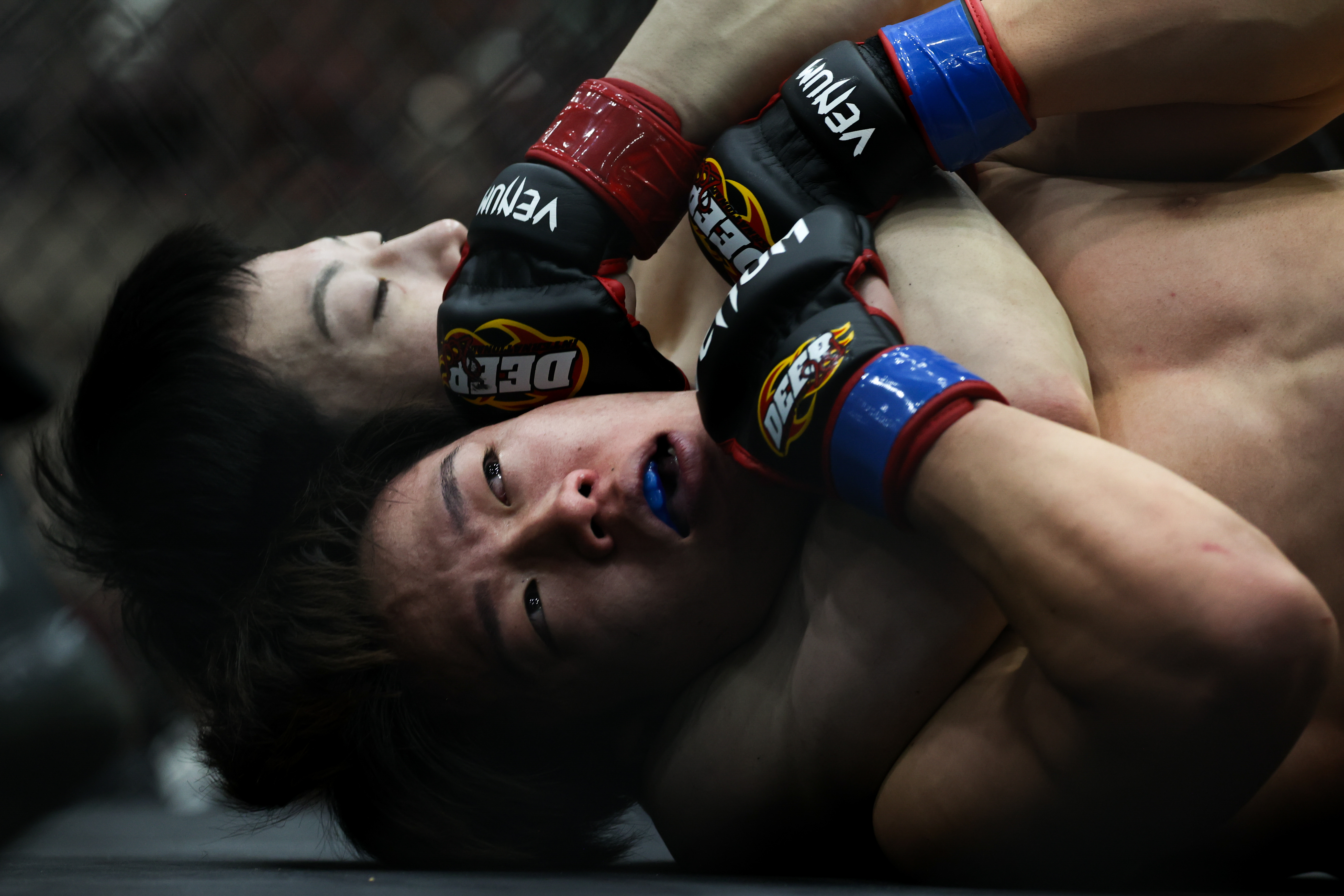

اِم‌اِم‌اِی نه تنها یک ورزش پرطرفدار و پویا است، بلکه آیینه‌ای از تکامل هنرهای رزمی در طول تاریخ به شمار می‌رود. مطالعه و درک اِم‌اِم‌اِی تنها محدود به علاقه‌مندان به ورزش‌های رزمی نیست، بلکه برای هر کسی که به تاریخ، فرهنگ و روانشناسی رقابت‌های انسانی علاقه دارد، جذاب و آموزنده خواهد بود.

## قوانین
مسابقات هنرهای رزمی ترکیبی با حداقل قوانین محدودکننده انجام می‌شود، اجرای فنون تقریباً در تمام رشته‌های رزمی آزاد است و به همین دلیل خشونت بالا در مسابقات آن وجود دارد. این مسابقات به‌طور معمول بر روی یک سکوی هشت ضلعی که دور آن با توری‌های فلزی پوشیده شده است، برگزار می‌شود.

## قوانین کلی

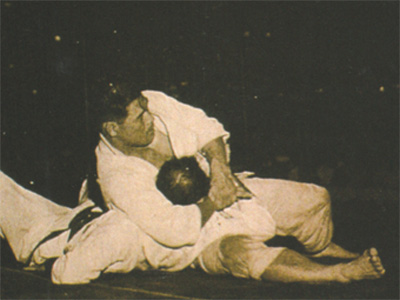
مسابقه ماساهیکو کیمورا جودوکار ژاپنی در مقابل هلیو گریسی بنیان‌گذار جوجیتسو برزیلی در سال ۱۹۵۱ در برزیل. این یکی از نخستین مبارزات معروف هنرهای رزمی ترکیبی بود.

حمله به بیضه، فروکردن انگشت در چشم، فروکردن انگشت به هرکدام از منافذ بدن، ضربه زدن به قسمت گلو، ضربه زدن به مهره‌های پشت گردن و کمر، نیشگون گرفتن، و با پا ضربه زدن به حریفی که بیهوش است یا به زمین افتاده است، خطا محسوب می‌شود.

## مکمل‌ها
به منظور حرفه‌ای شدن در این رشته می‌توان از دیگر رشته‌های رزمی بهره گرفت. بهترین رشته‌های مکمل برای هنرهای رزمی ترکیبی عبارت اند از:
- بوکس برای ضربات مشت و نحوهٔ گارد و دفاع و جا خالی دادن
- تکواندو برای ضربات سرعتی و متفاوت پا
- موای تای برای ضربات آرنج و زانو
- جودو برای فنون پرتابی
- جوجیتسو برزیلی برای فنون خاک و قفل مفضل و خفه کردن
- ساندا برای افزایش توانایی در ترکیب کردن فنون کشتی و ضربات دست و پا

## پیشینه

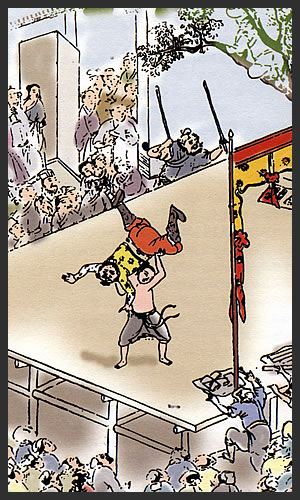
یک رزمی‌کار چینی در حال آماده‌سازی برای پرتاب حریف خود در یک مسابقه لی‌تای در چین باستان است.

رقابت‌های هنرهای رزمی ترکیبی در کل شیوه جدیدی از رقابت‌های رزمی محسوب می‌شود اما اگر به گذشته نگاه کنیم می‌توان رگه‌هایی از رقابت‌های «وال تودو» که از سال ۱۹۲۰ در برزیل برگزار می‌شود را در ام‌ام‌ای امروزی مشاهده کرد و اگر خیلی به عقب برگردیم شاید «پانکریشن» این نقش را برعهده بگیرد.
به‌طور کلی تفکر ترکیب رشته‌های مختلف رزمی، بین سال‌های ۱۹۶۰ تا ۱۹۷۰ رشد پیدا کرد که نقش اصلی را در این مورد بروس لی بازی کرد. او معتقد بود یک مبارز خوب، یک بوکسور، یک کاراته کا، یک جودوکار یا یک کونگ‌فوکار نیست. یک مبارز خوب کسی است که خودش را با هر سبکی وفق داده و توانایی مبارزه در هر استایلی را دارد. در واقع با هر نوع تکنیکی که یادمی‌گیرد و تمرین می‌کند با استفاده از آن، حریفش را از هر استایلی زمین گیر کند.
این حرف بعدها توسط دانا وایت به صورت عملی وارد عرصه رقابت‌های رزمی شد. دانا وایت رئیس یواف‌سی و کسی است که امروز وی را به عنوان گسترش دهندهٔ هنرهای رزمی ترکیبی می‌شناسند.
هنرهای رزمی ترکیبی نوین از سال ۱۹۹۳ با برگزاری مسابقات یواف‌سی در ایالات متحده و به دنبال آن رقابت‌های پراید اف‌سی در سال ۱۹۹۷ در ژاپن کلید خورد. این رقابت‌ها از آن زمان تا به حال از نظر قوانین تغییرات زیادی را شاهد بوده است؛ با این هدف که این تغییرات بتواند رقابت‌های هنرهای رزمی ترکیبی را به عنوان یک ورزش به جامعه معرفی کرده و گسترش دهد. مسابقات هنرهای رزمی ترکیبی است که هماکنون در سراسر جهان کاملاً شناخته شده و در ایالات متحده و ژاپن از محبوبیت شگرفی برخوردار است.

## سازمان‌های ترویج دهنده
در سراسر دنیا سازمان‌های زیادی هستند که مسابقات این ورزش را برگزار می‌کنند که معروف‌ترین آن‌ها یو اف سی در آمریکا است. از سازمان‌های دیگر می‌توان به موارد زیر اشاره کرد:
- ای‌سی‌ای (هنرهای رزمی ترکیبی)
- بلاتور ام‌ام‌ای
- پانکریس
- فدراسیون مبارزه رایزین
- مبارزه کونلون
- وان چمپیونشیپ
- هنرهای رزمی ترکیبی پاکستان

و …

## هنرهای رزمی ترکیبی در ایران
هنرهای رزمی ترکیبی از پرطرفدارترین ورزش‌های رزمی جهان، برای نخستین بار در تاریخ ۴ فروردین ۱۴۰۰ توسط وزارت ورزش و جوانان مجوز رسمی فعالیت گرفت. فدراسیون انجمن‌های ورزشهای رزمی از اصلی‌ترین مجری‌های آن است. پیش از این هنرهای رزمی ترکیبی در ایران فعالیت رسمی نداشت و برخی چهره‌های ورزشی در داخل کشور برای فعالیت در این رشته راهی کمپ‌های خارجی می‌شدند.
امیر علی‌اکبری، محسن محمد سیفی، سعید صفری ، علی تاجداری، آرش مردانی، رضا گودری، مهدی باقری، علی معتمد، مهدی برقی، کمال شعله روز، مسعود صفری، مجید مدنی و حسن میسی از ایرانیان حاضر در لیگ‌های معتبر هنرهای رزمی ترکیبی هستند.
Saeedsafari
https://borna.news/009CRl
en.kurdpress.com/x4gdW
https://irna.ir/xjPF2B

## وزن‌ها
| کلاس وزنی                                    | وزن                       | وزن                       | تفاوت                  |
| مبارزه برای عنوان                            | مبارزه برای غیر از عنوان  |                           | تفاوت                  |
| -------------------------------------------- | ------------------------- | ------------------------- | ---------------------- |
| کاه‌وزن (به انگلیسی: Strawweight)             | ۱۱۵ پوند (۵۲٫۲ کیلوگرم)   | ۱۱۶ پوند (۵۲٫۶ کیلوگرم)   | +۱۰ پوند (۴٫۵ کیلوگرم) |
| مگس‌وزن (به انگلیسی: Flyweight)               | ۱۲۵ پوند (۵۶٫۷ کیلوگرم)   | ۱۲۶ پوند (۵۷٫۲ کیلوگرم)   | +۱۰ پوند (۴٫۵ کیلوگرم) |
| +۱۰ پوند (۴٫۵ کیلوگرم)                       | ۱۲۵ پوند (۵۶٫۷ کیلوگرم)   | ۱۲۶ پوند (۵۷٫۲ کیلوگرم)   |                        |
| خروس‌وزن (به انگلیسی: Bantamweight)           | ۱۳۵ پوند (۶۱٫۲ کیلوگرم)   | ۱۳۶ پوند (۶۱٫۷ کیلوگرم)   |                        |
| +۱۰ پوند (۴٫۵ کیلوگرم)                       | ۱۳۵ پوند (۶۱٫۲ کیلوگرم)   | ۱۳۶ پوند (۶۱٫۷ کیلوگرم)   |                        |
| پروزن (به انگلیسی: Featherweight)            | ۱۴۵ پوند (۶۵٫۸ کیلوگرم)   | ۱۴۶ پوند (۶۶٫۲ کیلوگرم)   |                        |
| +۱۰ پوند (۴٫۵ کیلوگرم)                       | ۱۴۵ پوند (۶۵٫۸ کیلوگرم)   | ۱۴۶ پوند (۶۶٫۲ کیلوگرم)   |                        |
| سبک‌وزن (به انگلیسی: Lightweight)             | ۱۵۵ پوند (۷۰٫۳ کیلوگرم)   | ۱۵۶ پوند (۷۰٫۸ کیلوگرم)   |                        |
| +۷٫۵ پوند (۳٫۴ کیلوگرم)                      | ۱۵۵ پوند (۷۰٫۳ کیلوگرم)   | ۱۵۶ پوند (۷۰٫۸ کیلوگرم)   |                        |
| فوق‌سبک‌وزن (به انگلیسی: Super lightweight)    | ۱۶۲٫۵ پوند (۷۳٫۷ کیلوگرم) | ۱۶۳٫۵ پوند (۷۴٫۲ کیلوگرم) |                        |
| +۷٫۵ پوند (۳٫۴ کیلوگرم)                      | ۱۶۲٫۵ پوند (۷۳٫۷ کیلوگرم) | ۱۶۳٫۵ پوند (۷۴٫۲ کیلوگرم) |                        |
| ولتروزن (به انگلیسی: Welterweight)           | ۱۷۰ پوند (۷۷٫۱ کیلوگرم)   | ۱۷۱ پوند (۷۷٫۶ کیلوگرم)   |                        |
| +۷٫۵ پوند (۳٫۴ کیلوگرم)                      | ۱۷۰ پوند (۷۷٫۱ کیلوگرم)   | ۱۷۱ پوند (۷۷٫۶ کیلوگرم)   |                        |
| فوق‌ولتروزن (به انگلیسی: Super welterweight)  | ۱۷۷٫۵ پوند (۸۰٫۵ کیلوگرم) | ۱۷۸٫۵ پوند (۸۱٫۰ کیلوگرم) |                        |
| +۷٫۵ پوند (۳٫۴ کیلوگرم)                      | ۱۷۷٫۵ پوند (۸۰٫۵ کیلوگرم) | ۱۷۸٫۵ پوند (۸۱٫۰ کیلوگرم) |                        |
| میان‌وزن (به انگلیسی: Middleweight)           | ۱۸۵ پوند (۸۳٫۹ کیلوگرم)   | ۱۸۶ پوند (۸۴٫۴ کیلوگرم)   |                        |
| +۱۰ پوند (۴٫۵ کیلوگرم)                       | ۱۸۵ پوند (۸۳٫۹ کیلوگرم)   | ۱۸۶ پوند (۸۴٫۴ کیلوگرم)   |                        |
| فوق‌متوسط‌وزن (به انگلیسی: Super middleweight) | ۱۹۵ پوند (۸۸٫۵ کیلوگرم)   | ۱۹۶ پوند (۸۸٫۹ کیلوگرم)   |                        |
| +۱۰ پوند (۴٫۵ کیلوگرم)                       | ۱۹۵ پوند (۸۸٫۵ کیلوگرم)   | ۱۹۶ پوند (۸۸٫۹ کیلوگرم)   |                        |
| نیمه‌سنگین‌وزن (به انگلیسی: Light Heavyweight) | ۲۰۵ پوند (۹۳٫۰ کیلوگرم)   | ۲۰۶ پوند (۹۳٫۴ کیلوگرم)   |                        |
| +۲۰ پوند (۹٫۱ کیلوگرم)                       | ۲۰۵ پوند (۹۳٫۰ کیلوگرم)   | ۲۰۶ پوند (۹۳٫۴ کیلوگرم)   |                        |
| کروزوزن (به انگلیسی: Cruiserweight)          | ۲۲۵ پوند (۱۰۲٫۱ کیلوگرم)  | ۲۲۶ پوند (۱۰۲٫۵ کیلوگرم)  |                        |
| +۴۰ پوند (۱۸٫۱ کیلوگرم)                      | ۲۲۵ پوند (۱۰۲٫۱ کیلوگرم)  | ۲۲۶ پوند (۱۰۲٫۵ کیلوگرم)  |                        |
| سنگین‌وزن (به انگلیسی: Heavyweight)           | ۲۶۵ پوند (۱۲۰٫۲ کیلوگرم)  | ۲۶۶ پوند (۱۲۰٫۷ کیلوگرم)  |                        |
| نامحدود                                      | ۲۶۵ پوند (۱۲۰٫۲ کیلوگرم)  | ۲۶۶ پوند (۱۲۰٫۷ کیلوگرم)  |                        |
| فوق‌سنگین‌وزن (به انگلیسی: Super heavyweight)  | نامحدود                   | نامحدود                   |                        |